# Ada Fijał
Ada Fijał (sinh ngày 20 tháng 10 năm 1976 tại Kraków) là một diễn viên người Ba Lan.

## Tiểu sử
Ada Fijał tốt nghiệp Học viện nghệ thuật sân khấu quốc gia AST ở Krakow (PWST) vào năm 2002.

## Sự nghiệp
Những phim điện ảnh tiêu biểu có sự góp mặt của Ada Fijał là Narzeczony na niby (2018) và phim hài nổi tiếng của Ba Lan Idealny facet dla mojej dziewczyny (2009) do Tomasz Konecki đạo diễn. Ada Fijał cũng được khán giả biết đến trong nhiều sê-ri phim truyền hình như Samo życie (2002-2010) trong vai Magdalena Kruszyńska, Barwy szczęścia (từ năm 2007) trong vai Iga Walawska, Majka (2009-2010) trong vai Suchocka, hay phim To nie koniec świata (2013-2014) trong vai Kamila. Năm 2019, Ada Fijał đóng vai một nữ bác sĩ pháp y xinh đẹp trong phim truyền hình Slad của Ba Lan.
Năm 2011, Ada Fijał phát hành album phòng thu đầu tay của mình có tên là Ninoczka, nhưng cô nhấn mạnh trước giới truyền thông rằng cô không phải là một ca sĩ.
Năm 2015, Ada Fijał tham gia mùa thứ 16 của chương trình Dancing with the Stars phiên bản Ba Lan có tên là Taniec z Gwiazdami.

## Đời tư
Ada Fijał kết hôn với Piotr Walczyszyn và có con trai đầu lòng tên là Antoni (sinh năm 2014).